# فرديناند الثالث (إمبراطور روماني مقدس)
فرديناند الثالث (بالألمانية: Ferdinand III)‏ (فرديناند إرنست؛ ولد في غراتس في 13 يوليو 1608-وتوفي في فيينا في 2 أبريل 1657) أرشيدوق النمسا منذ عام 1621، وملك المجر منذ عام 1625، وملك كرواتيا وبوهيميا منذ عام 1627 وإمبراطور روماني مقدس منذ عام 1637 حتى وفاته عام 1657.
اعتلى فرديناند العرش في بداية العقد الأخير من حرب الثلاثين عامًا واستحدث سياسات تتميز بالتساهل بغية الابتعاد عن الأفكار القديمة المتعلقة بالحقوق الإلاهية التي كانت موجودة في عهد أبيه، رغبةً منه في إنهاء الحرب بأقرب وقت. وبما أن المعارك العديدة لم تسفر عن احتواء عسكري كافِ للأعداء البروتستانت ولا عن مواجهة القوة الإمبراطورية المتداعية، اضطر فرديناند إلى التخلي عن المواقف السياسية التي اتخذها أسلافه الهابسبورغيون من نواحٍ عديدة من أجل فتح الطريق الطويل نحو معاهدة السلام التي طال انتظارها. وعلى الرغم من ضعف سلطة فرديناند بين الأمراء في أعقاب الحرب، فإن موقفه كعاهل في كل من بوهيميا، والمجر، والنمسا العليا والسفلى، لم يكن محل نزاع.
كان فرديناند أول عاهل هابسبورغي يُعترف به كملحن موسيقي.

## سيرته

### السنوات الأولى من حياته
ولد فرديناند في غراتس، وهو أكبر أبناء الإمبراطور فرديناند الثاني من آل هابسبورغ وأولى زوجاته، ماريا آنا من بافاريا، وسُمي عند تعميده فرديناند إرنست. ترعرع في كيرنتن تحت رعاية والديه المليئة بالحب ونمّا مودةً كبيرةً تجاه أشقائه ووالده، الذين دائمًا ما توصل معهم إلى إجماع في الخلافات المستقبلية. تلقى في بلاط والده تدريبًا علميًا ودينيًا على يد اليسوعيين. كان لفرسان مالطا يوهان جيكوب من دون (عضو في الطبقة النمساوية السفلى، وهو اتحاد خاص بالنبلاء المحليون) وكرستوف سايمون من ثون (رئيس منزل وبلاط فرديناند الإمبراطوري) تأثيرًا كبيرًا على تعليم الأرشيدوق الشاب. يُقال إن فرديناند كان يتحدث بعدة لغات، على الرغم من عدم وضوح عددها ومدى إجادته لها. بعد وفاة أخويه كارل (1603) ويوهان كارل (1619)، عُين خلفًا لوالده واستعد استعدادًا منهجيًا لتولي السلطة. وعلى غرار والده، كان فرديناند كاثوليكيًا متدينًا، غير أنه كان يحمل كرهًا ضد نفوذ اليسوعيين الذين كانوا يديرون بلاط أبيه.
أصبح فرديناند أرشيدوق النمسا في عام 1621. وتُوج ملكًا على المجر في 8 أكتوبر عام 1625، وعلى بوهيميا في عام 1627. عجز والده عن ضمان فوزه كملك روماني في انتخابات ريغنسبورغ المُنعقدة عام 1630. وبعد ان فشل في التقديم على منصب القائد الأعلى للقوات الإمبراطورية والمشاركة في حملات فالنشتاين، انظم إلى معارضي فالنشتاين في البلاط الإمبراطوري في فيينا وشارك في  الخطط التي كانت ترمي إلى خلعه للمرة الثانية في بداية عام 1634.
في عام 1627، عزز فرديناند من سلطته وشكل سابقة قانونية وعسكرية مهمة من خلال إصدار قرار أراضي مُعدل حرم الطبقات البوهيمية من حقها في التجنيد، وجعل ذلك من صلاحيات الملك وحده.
في عام 1631، تزوج من الإنفانتي الإسبانية، قريبته ماريا آنا من إسبانيا، بعد سنواتٍ من المفاوضات مع اقاربه الإسبان. وعلى الرغم من أنهم كانوا في منتصف غمار الحرب، فقد تم الاحتفال بهذا الزواج المُتقن على مدار أربعة عشر شهرًا. نتج عن هذا الزواج إنجاب ستة أطفال، بما فيهم خلفاؤه فرديناند السادس من المجر والإمبراطور ليوبولد الأول. كان لزوجته المحبة والذكية وشقيقها، الكاردينال الإنفانتي فرناندو، تأثيرًا كبيرًا على فرديناند وشكلوا حلقة الوصل الأهم بين البلاطات الهابسبورغية في مدريد وبروكسل وفيينا في الفترة العصيبة التي مر بها آل هابسبورغ  اثناء قيام حرب الثلاثون عامًا إثر وفاة فالنشتاين.

## وصلات خارجية
- فرديناند الثالث إمبراطور الروماني المقدس على موقع الموسوعة البريطانية (الإنجليزية)
- فرديناند الثالث إمبراطور الروماني المقدس على موقع ديسكوغز (الإنجليزية)